# Bão Agnes (1984)
Bão Agnes (Typhoon Agnes) là cơn bão đổ bộ vào Philippines và Việt Nam vào năm 1984. Nó gây ra thiệt hại nặng nề và khiến hơn 1.000 người thiệt mạng.